# Inmigración japonesa en los Estados Unidos
Los japoneses estadounidenses (日 系 ア メ リ カ 人 Nikkei Amerikajin) son estadounidenses de ascendencia japonesa. Los estadounidenses de origen japonés se encontraban entre las tres comunidades étnicas estadounidenses de origen asiático más grandes durante el siglo XX; pero, según el censo de 2000, han disminuido en número para constituir el sexto grupo asiático-americano más grande con alrededor de 1.469.637, incluidos los de ascendencia parcial. Según el censo nacional de 2010, las mayores comunidades japonesas-estadounidenses se encontraron en California con 272.528, Hawái con 185 502, Nueva York con 37 780, Washington con 35 008, Illinois con 17 542 y Ohio con 16 995. El sur de California tiene la población estadounidense de origen japonés más grande de América del Norte, y la ciudad de Gardena tiene la población estadounidense de origen japonés más densa de los 48 estados contiguos.

## Historia

### Inmigración

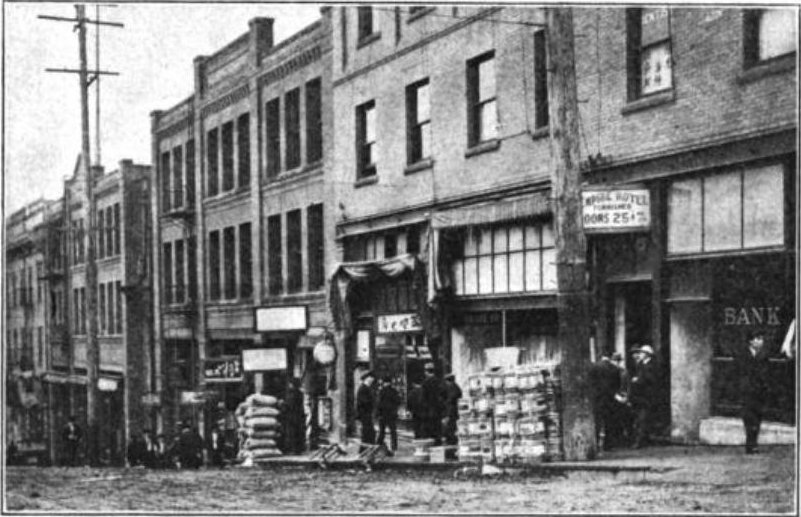
Una calle en Nihonmachi de Seattle en 1909.

La gente de Japón comenzó a migrar a los Estados Unidos. En cantidades significativas luego de los cambios políticos, culturales y sociales derivados de la Restauración Meiji en 1868. Estos primeros Issei inmigrantes provenían principalmente de las ciudades pequeñas y zonas rurales en las prefecturas japonesas meridionales de Hiroshima, Yamaguchi, Kumamoto y Fukuoka y la mayoría de ellos se establecieron en cualquiera de Hawái a lo largo de la costa oeste. La población japonesa en los Estados Unidos creció de 148 en 1880 (en su mayoría estudiantes) a 2039 en 1890 y 24 326 en 1900.
En 1907, el Acuerdo de Caballeros entre los gobiernos de Japón y los Estados Unidos puso fin a la inmigración de trabajadores japoneses no calificados, pero permitió la inmigración de empresarios, estudiantes y cónyuges de inmigrantes japoneses que ya se encontraban en los Estados Unidos. Antes del Acuerdo de Caballeros, aproximadamente siete de cada ocho japoneses étnicos en los Estados Unidos continentales eran hombres. Para 1924, la proporción había cambiado a aproximadamente cuatro mujeres por cada seis hombres. La inmigración japonesa a los Estados Unidos terminó efectivamente cuando el Congreso aprobó la Ley de inmigración de 1924, que prohibió a todos los japoneses excepto a unos pocos japoneses. La anterior Ley de Naturalización de 1790 restringió la ciudadanía estadounidense naturalizada a las personas blancas libres, lo que excluyó a los Issei de la ciudadanía. Como resultado, los Issei no pudieron votar y enfrentaron restricciones adicionales como la imposibilidad de poseer tierras bajo muchas leyes estatales. Debido a estas restricciones, la inmigración japonesa a los Estados Unidos entre 1931-1950 solo ascendió a 3.503, lo que es sorprendentemente bajo en comparación con el total de 46 250 personas en 1951-1960, 39 988 en 1961-70, 49 775 en 1971-80, 47 085 en 1981- 90 y 67 942 en 1991-2000.
Debido a que no se permitieron nuevos inmigrantes de Japón después de 1924, casi todos los estadounidenses de origen japonés antes de la Segunda Guerra Mundial nacidos después de esta época nacieron en los Estados Unidos. Esta generación, los Nisei, se convirtió en una cohorte distinta de la generación Issei en términos de edad, ciudadanía y capacidad del idioma inglés, además de las diferencias generacionales habituales. El racismo institucional e interpersonal llevó a muchos de los nisei a casarse con otros nisei, lo que resultó en una tercera generación distinta de japoneses estadounidenses, los sansei. La inmigración japonesa significativa no volvió a ocurrir hasta que la Ley de Inmigración y Nacionalidad de 1965 puso fin a 40 años de prohibiciones contra la inmigración de Japón y otros países.
En las últimas décadas, la inmigración de Japón se ha parecido más a la de Europa. Las cifras involucran en promedio de 5 a 10 mil por año, y es similar a la cantidad de inmigración a los Estados Unidos desde Alemania. Esto está en marcado contraste con el resto de Asia, donde una mejor oportunidad de vida es el principal impulso para la inmigración.

### Internamiento y reparación

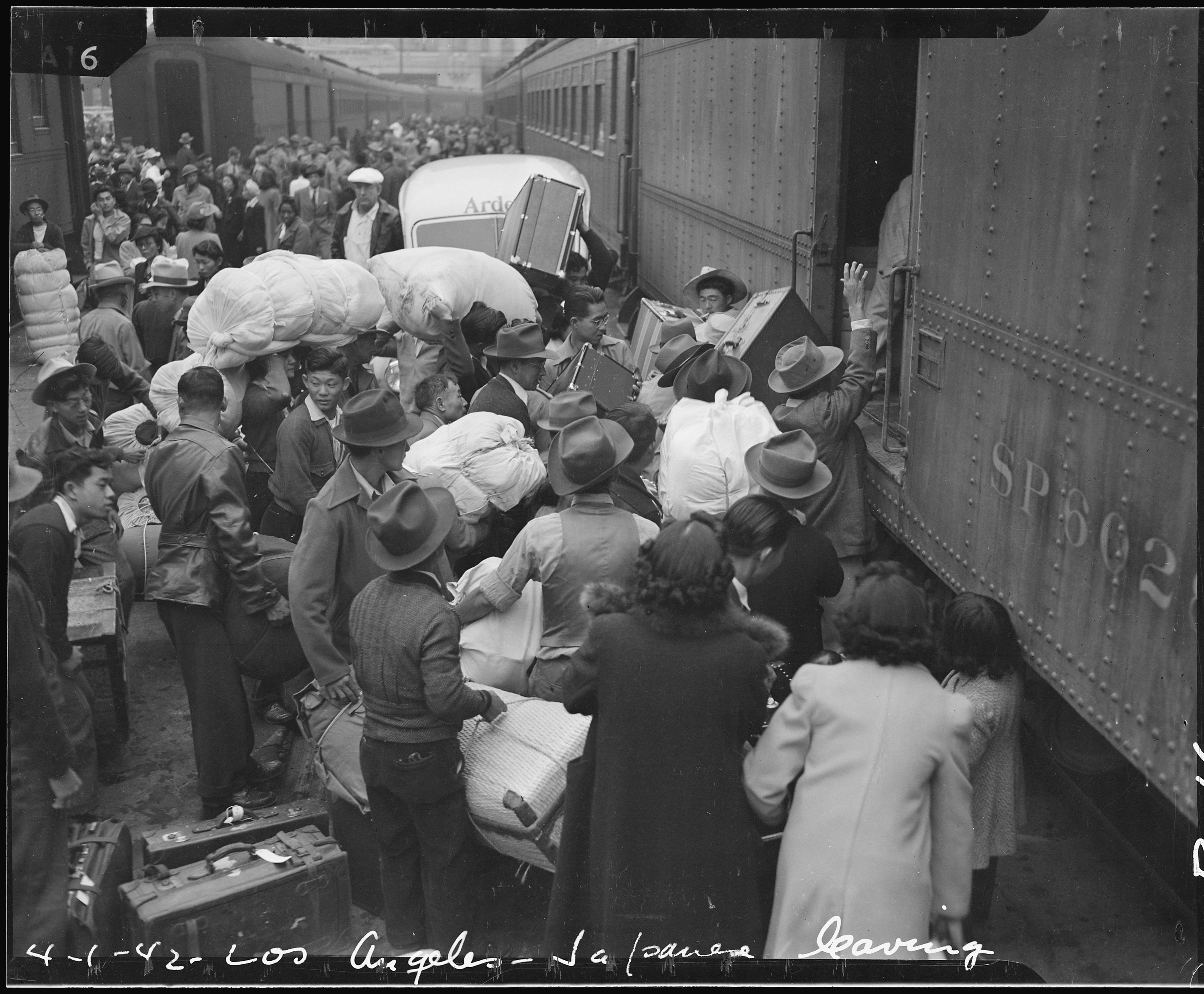
Familias de ascendencia japonesa se retiran de Los Ángeles durante la Segunda Guerra Mundial.

Durante la Segunda Guerra Mundial, se estima que 120.000 estadounidenses de origen japonés y ciudadanos o ciudadanos japoneses que residen en la costa oeste de los Estados Unidos fueron internados por la fuerza en diez campos diferentes en todo el oeste de los Estados Unidos. El internamiento se basó en la raza o ascendencia, más que en las actividades del internado. Las familias, incluidos los niños, fueron internados juntos.
Cuatro décadas después, la Ley de Libertades Civiles de 1988 reconoció oficialmente las "violaciones fundamentales de las libertades civiles básicas y los derechos constitucionales" del internamiento. Muchos estadounidenses de origen japonés consideran que el término campo de internamiento es un eufemismo y prefieren referirse a la reubicación forzosa de estadounidenses de origen japonés como encarcelamiento en campos de concentración. Webster's New World Fourth College Edition define un campo de concentración: "Un campo de prisioneros en el que están confinados los disidentes políticos, miembros de grupos étnicos minoritarios, etcétera".

## Perfil cultural

### Generaciones
Aquí se explica la nomenclatura para cada una de sus generaciones que son ciudadanos o residentes a largo plazo de países distintos de Japón, utilizada por los estadounidenses de origen japonés y otros ciudadanos de ascendencia japonesa; se forman combinando uno de los números japoneses correspondientes a la generación con la palabra japonesa para generación (sei 世). Las comunidades japonesas americanas han distinguido a sus miembros con términos como Issei, Nisei y Sansei, que describen la primera, segunda y tercera generación de inmigrantes. La cuarta generación se llama Yonsei (四 世), y la quinta se llama Gosei (五世). El término Nikkei (日 系) abarca a los inmigrantes japoneses en todos los países y de todas las generaciones.
| Generación     | Resumen |
| -------------- | --- |
| Issei (一世)   | La generación de personas nacidas en Japón que luego emigraron a otro país.                                                                                                  |
| Nisei (二世)   | La generación de personas nacidas en América del Norte, América Latina, Hawái o cualquier país fuera de Japón, ya sea de al menos un Issei o un padre japonés no inmigrante. |
| Sansei (三世)  | La generación de personas nacidas en América del Norte, América Latina, Hawái o cualquier país fuera de Japón de al menos un padre Nisei.                                    |
| Yonsei (四 世) | La generación de personas nacidas en América del Norte, América Latina, Hawái o cualquier país fuera de Japón de al menos un padre Sansei.                                   |
| Gosei (五世)   | La generación de personas nacidas en América del Norte, América Latina, Hawái o cualquier país fuera de Japón de al menos un padre Yonsei.                                   |

El kanreki (還 暦), un rito japonés premoderno de paso a la vejez a los 60 años, está siendo celebrado ahora por un número cada vez mayor de nisei japoneses estadounidenses. Los rituales son representaciones de significados, normas y valores compartidos; y este rito de iniciación tradicional japonés destaca una respuesta colectiva entre los nisei a los dilemas convencionales de envejecer.

### Idiomas
Issei y muchos nisei hablan japonés además del inglés como segundo idioma. En general, las generaciones posteriores de japoneses estadounidenses hablan inglés como primer idioma, aunque algunos aprenden japonés más tarde como segundo idioma. Sin embargo, en Hawái, donde los nikkei son aproximadamente una quinta parte de la población total, el japonés es un idioma importante, hablado y estudiado por muchos de los residentes del estado de diferentes etnias.[cita requerida] Se enseña en escuelas privadas de idioma japonés desde el segundo grado. Como cortesía a la gran cantidad de turistas provenientes de Japón, se proporcionan caracteres japoneses en los letreros de los lugares, el transporte público y las instalaciones cívicas. El mercado de medios de Hawái tiene algunos periódicos y revistas en japonés de producción local, aunque están a punto de desaparecer debido a la falta de interés de la población japonesa local (nacida en Hawái). Las tiendas que atienden a la industria turística suelen tener personal de habla japonesa. Para mostrar su lealtad a los Estados Unidos, Muchos nisei y sansei evitaron intencionalmente aprender japonés. Pero a medida que muchas de las generaciones posteriores encuentran sus identidades tanto en Japón como en Estados Unidos o la sociedad estadounidense amplía su definición de identidad cultural, estudiar japonés se está volviendo más popular de lo que alguna vez fue.[cita requerida]

### Educación
La cultura japonesa-estadounidense otorga un gran valor a la educación y la cultura. A lo largo de generaciones, a los niños se les inculca a menudo un fuerte deseo de entrar en los rigores de la educación superior. Los puntajes de matemáticas y lectura en el SAT y ACT a menudo pueden exceder los promedios nacionales. Los estadounidenses de origen japonés tienen la mayor participación de todos los grupos étnicos en las pruebas de colocación avanzada a nivel nacional cada año.[cita requerida]
Una gran mayoría de estadounidenses de origen japonés obtienen títulos postsecundarios y, a menudo, se enfrentan al estereotipo de la "minoría modelo", una caracterización que ganó la atención de los medios por primera vez durante la década de 1960. Entre sus primeros proponentes, el sociólogo William Petersen, escribiendo en 1966 sobre el éxito de los japoneses estadounidenses, afirmó que "han establecido este notable récord, además, por su propio esfuerzo casi totalmente sin ayuda. Cada intento de obstaculizar su progreso solo resultó en una mayor determinación de tener éxito ".
Aunque su número ha disminuido ligeramente en los últimos años, los estadounidenses de origen japonés siguen teniendo una presencia destacada en las escuelas de la Ivy League, los principales campus de la Universidad de California, incluidos Berkeley y UCLA, y otras universidades de élite.[cita requerida] El censo de 2000 informó que el 40,8% de los japoneses estadounidenses tenían un título universitario.

#### Escuelas para japoneses estadounidenses y ciudadanos japoneses

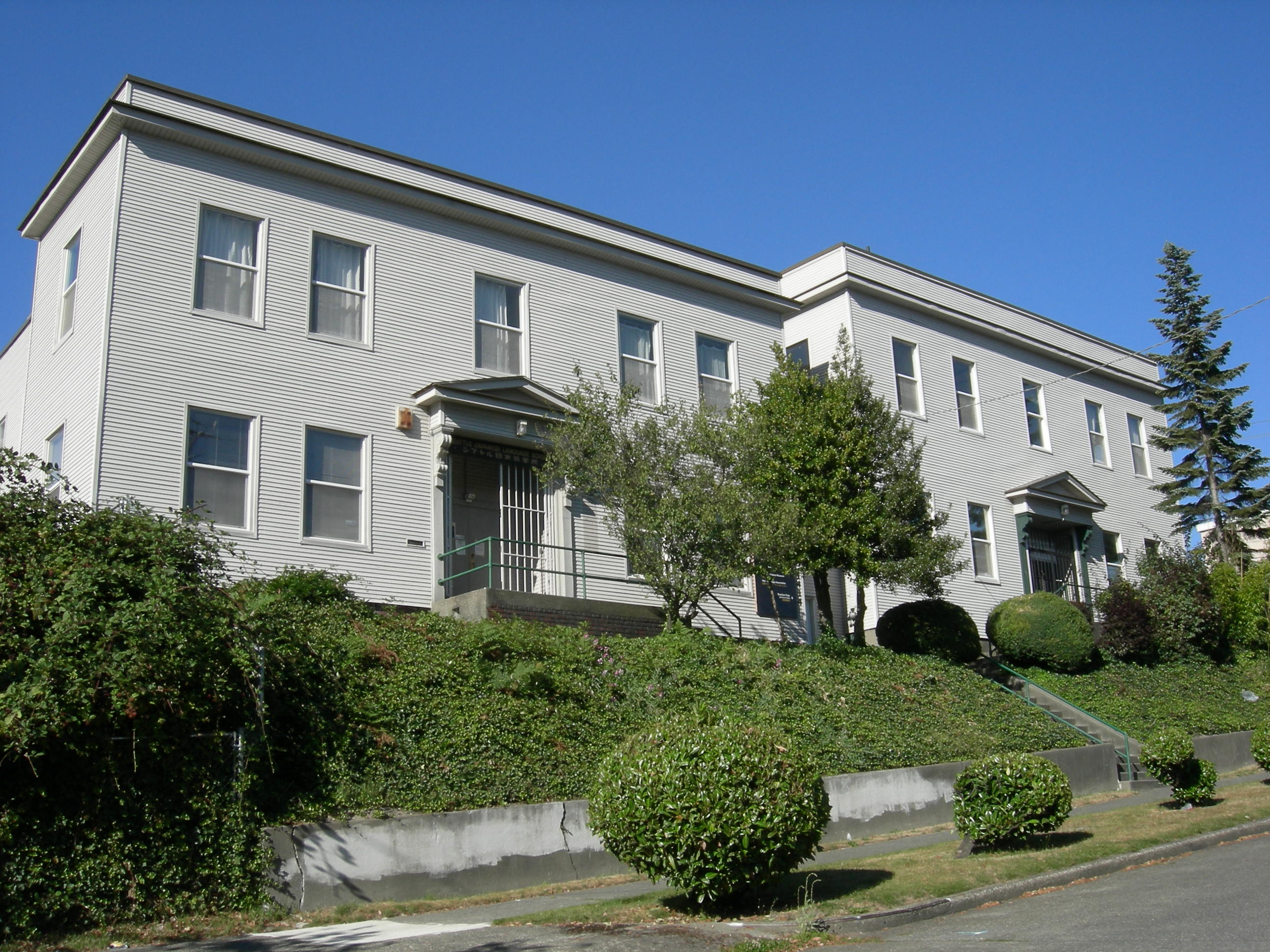
Nihon Go Gakko en Seattle

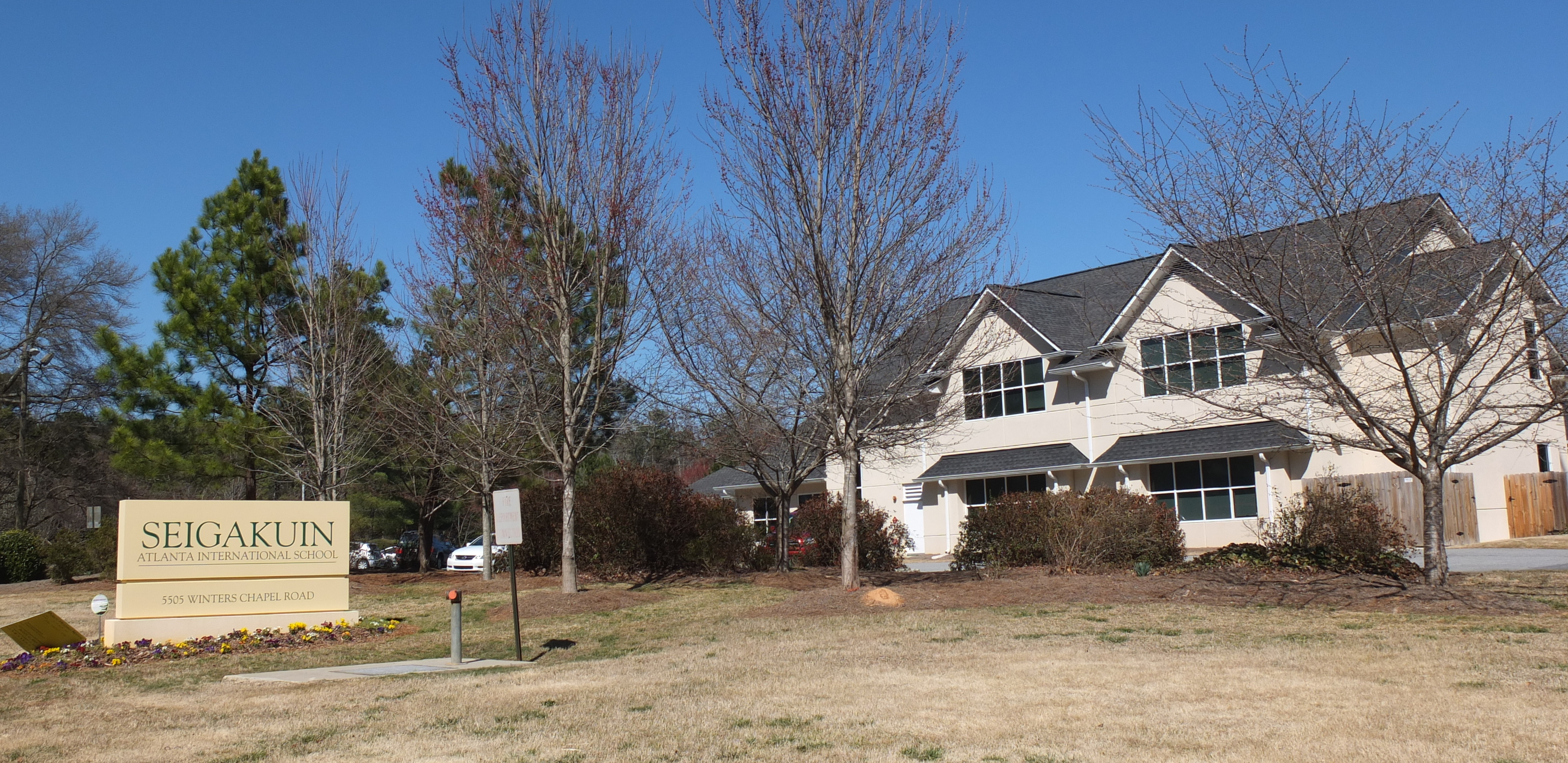
Seigakuin Atlanta International School el 23 de marzo de 2014

Una escuela japonesa se abrió en Hawái en 1893 y le siguieron otras escuelas japonesas para colonos temporales en América del Norte. En los años previos a la Segunda Guerra Mundial, muchos japoneses estadounidenses de segunda generación asistían a la escuela estadounidense durante el día y a la escuela japonesa por la noche para mantener sus habilidades en japonés y en inglés. A otros padres estadounidenses de origen japonés de primera generación les preocupaba que sus hijos pudieran sufrir la misma discriminación al ir a la escuela, por lo que les dieron la opción de regresar a Japón para recibir educación o quedarse en Estados Unidos con sus padres y estudiar ambos idiomas. El sentimiento antijaponés durante la Primera Guerra Mundial resultó en esfuerzos públicos para cerrar las escuelas de idioma japonés. El caso de la Corte Suprema de 1927 Farrington v. Tokushige protegió el derecho de la comunidad japonesa americana a tener instituciones privadas en japonés. Durante el internamiento de los estadounidenses de origen japonés en la Segunda Guerra Mundial, se cerraron muchas escuelas japonesas. Después de la guerra, reabrieron muchas escuelas japonesas.
Hay escuelas internacionales japonesas de primaria y secundaria en los Estados Unidos. Algunas están clasificadas como nihonjin gakkō o escuelas internacionales japonesas operadas por asociaciones japonesas, y otras están clasificadas como Shiritsu zaigai kyōiku shisetsu (私立 在外 教育 施 設) o ramas de escuelas privadas japonesas en el extranjero. Ellos son: Seigakuin Atlanta International School, Chicago Futabakai Japanese School, Japanese School of Guam, Nishiyamato Academy of California cerca de Los Ángeles, Japanese School of New Jersey y New York Japanese School. Un internado de secundaria, Keio Academy of New York, está cerca de la ciudad de Nueva York. Es un Shiritsu zaigai kyōiku shisetsu.
También hay instituciones educativas japonesas complementarias (hoshū jugyō kō) que imparten clases de japonés los fines de semana. Están ubicados en varias ciudades de Estados Unidos. Las escuelas complementarias están dirigidas a ciudadanos japoneses y estadounidenses de origen japonés de segunda generación que viven en los Estados Unidos. También hay escuelas de herencia japonesa para la tercera generación y más allá de los estadounidenses de origen japonés. Rachel Endo de Hamline University, autora de "Realities, Rewards, and Risks of Heritage-Language Education: Perspectives from Japanese Immigrant Parents in a Midwestern Community", escribió que las escuelas de herencia "generalmente enfatizan el aprendizaje sobre experiencias históricas japonesas estadounidenses y la cultura japonesa en términos más vagos".
La escuela secundaria Tennessee Meiji Gakuin (shiritsu zaigai kyōiku shisetsu) y la escuela bilingüe internacional (no aprobada por el Ministerio de Educación japonés o MEXT) eran escuelas japonesas de tiempo completo que existían anteriormente.

## Religión
Los estadounidenses de origen japonés practican una amplia gama de religiones, incluido el budismo Mahayana (las formas Jōdo Shinshū, Jōdo-shū, Nichiren, Shingon y Zen son las más prominentes), su fe mayoritaria, el sintoísmo y el cristianismo. En muchos sentidos, debido a la naturaleza de larga data de las prácticas budistas y sintoístas en la sociedad japonesa, muchos de los valores y tradiciones culturales comúnmente asociados con la tradición japonesa han sido fuertemente influenciados por estas formas religiosas.

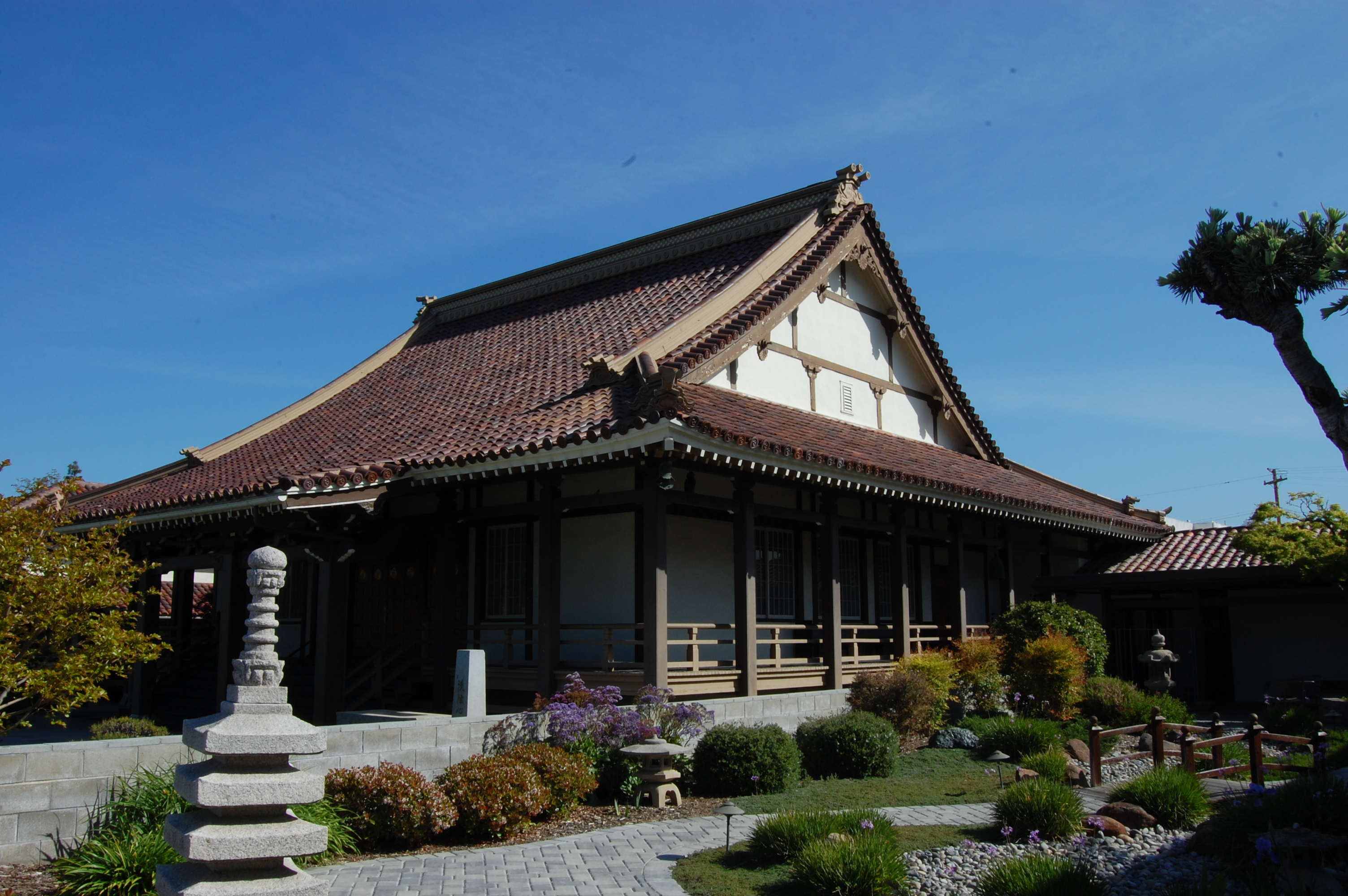
Templo budista de San José Betsuin

Una gran cantidad de la comunidad japonesa estadounidense continúa practicando el budismo de alguna forma, y varias tradiciones y festivales comunitarios continúan centrándose en las instituciones budistas. Por ejemplo, uno de los festivales comunitarios más populares es el Festival anual de O-bon, que tiene lugar en el verano, y brinda la oportunidad de volver a conectarse con sus costumbres y tradiciones y de transmitir estas tradiciones y costumbres a los jóvenes. Este tipo de festivales son principalmente populares en comunidades con grandes poblaciones de japoneses estadounidenses, como el sur de California y Hawái. Un número razonable de japoneses tanto dentro como fuera de Japón son seculares, ya que el sintoísmo y el budismo se practican con mayor frecuencia mediante rituales como matrimonios o funerales, y no mediante el culto fiel, como define la religión para muchos estadounidenses.
Muchos estadounidenses de origen japonés también practican el cristianismo. Entre las principales denominaciones, los presbiterianos han estado activos durante mucho tiempo. La Primera Iglesia Presbiteriana Japonesa de San Francisco se inauguró en 1885. La Iglesia de Santidad de Los Ángeles fue fundada por seis hombres y mujeres japoneses en 1921. También está la Sociedad Misionera Evangélica Japonesa (JEMS) formada en la década de 1950. Opera programas de becas cristianas estadounidenses de origen asiático (AACF) en campus universitarios, especialmente en California. Los ministerios de idioma japonés se conocen cariñosamente como "Nichigo" en las comunidades cristianas estadounidenses de origen japonés. La tendencia más reciente incluye a miembros asiático-americanos que no tienen a ascendencia japonesa.

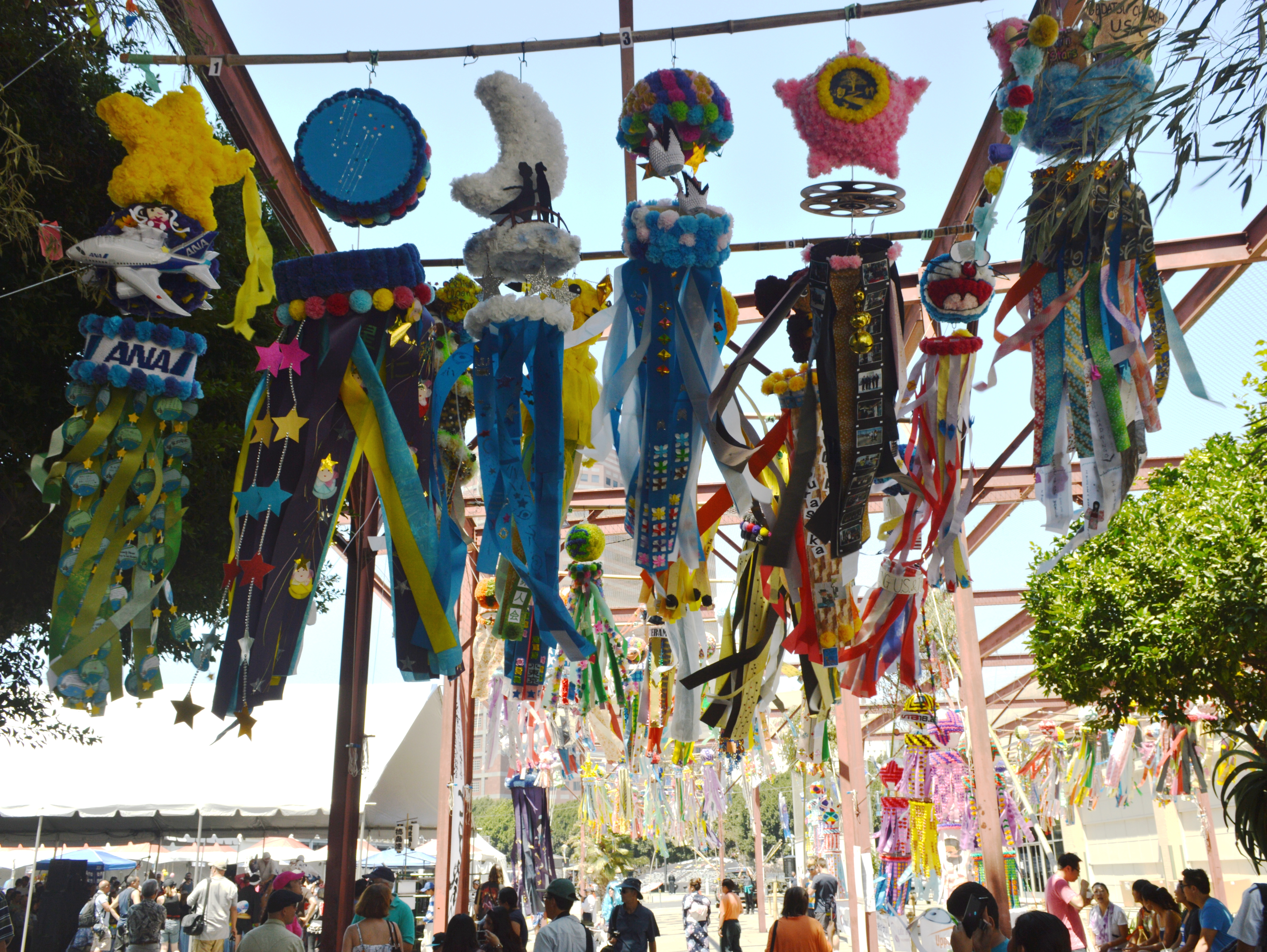
Serpentinas Kazari colgadas durante el festival Tanabata en el pequeño Tokio de Los Ángeles

### Celebraciones
Un festival anual importante para los estadounidenses de origen japonés es el Festival de Obon, que se celebra en julio o agosto de cada año. En todo el país, los estadounidenses de origen japonés se reúnen en terrenos de ferias, iglesias y grandes estacionamientos cívicos y conmemoran la memoria de sus antepasados y sus familias a través de bailes folclóricos y comida. Las casetas de carnaval generalmente se instalan para que los niños estadounidenses de origen japonés tengan la oportunidad de jugar juntos.
Las celebraciones japonesas estadounidenses tienden a ser de naturaleza más sectaria y se centran en los aspectos de compartir con la comunidad.

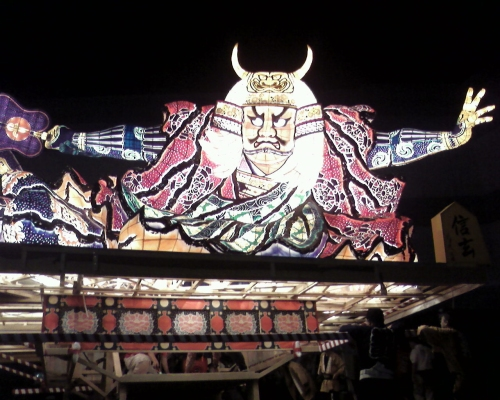
Una carroza nebuta durante la Semana Nisei en Los Ángeles

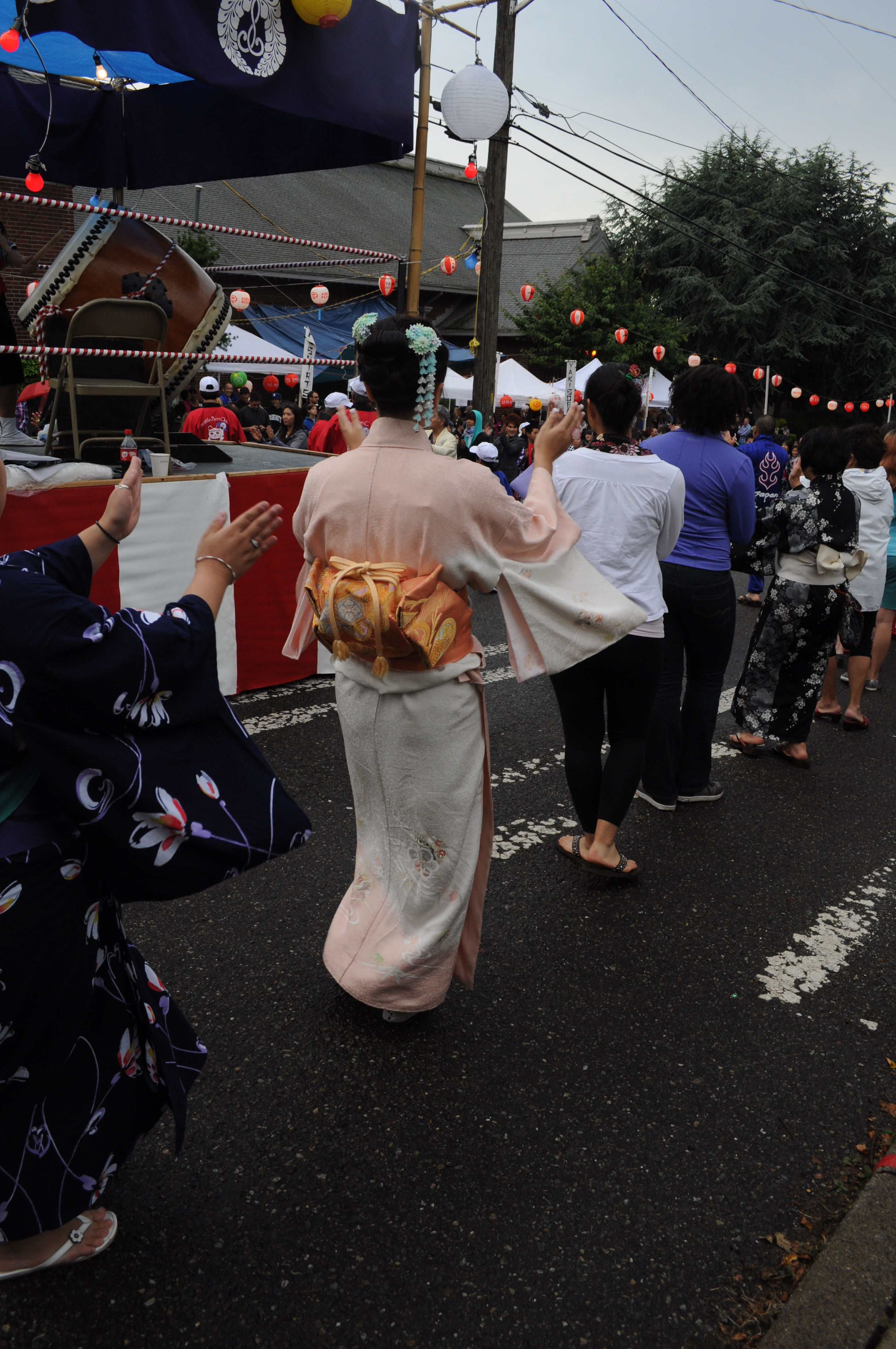
Bon Odori en Seattle

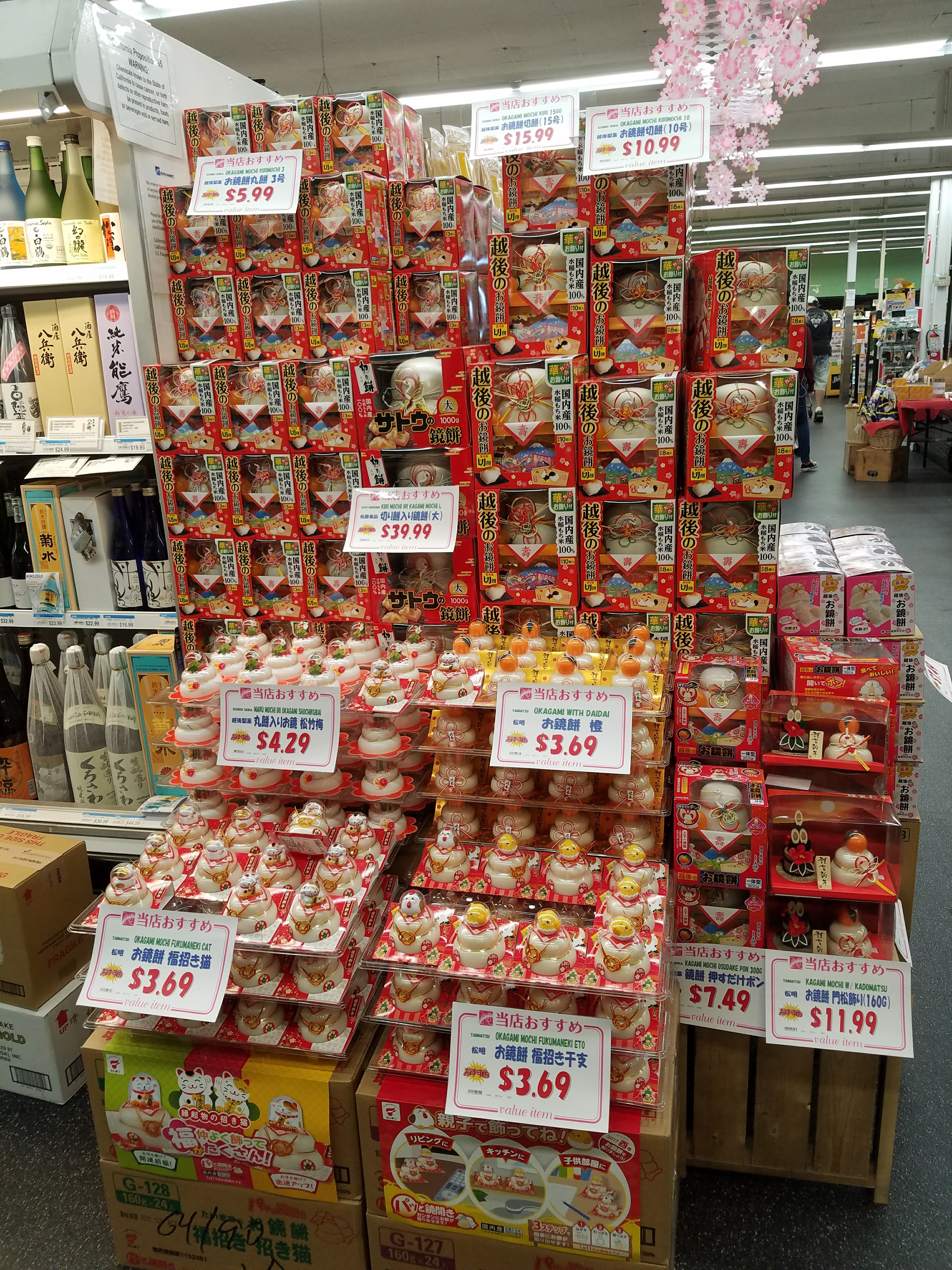
Una exhibición de kagami mochi para el próximo Año Nuevo japonés en el mercado Nijiya de San Diego

## Política

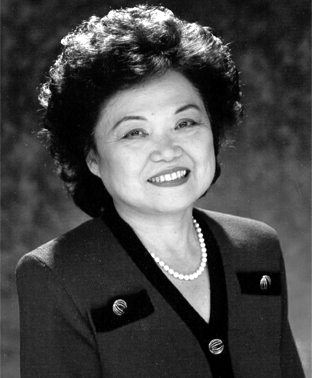
Patsy Mink ingresó a la Cámara de Representantes de Estados Unidos en 1965 como la primera mujer de color en cualquiera de las cámaras del Congreso.

Los estadounidenses de origen japonés han mostrado un fuerte apoyo a los candidatos demócratas en las últimas elecciones. Poco antes de las elecciones presidenciales estadounidenses de 2004, los estadounidenses de origen japonés favorecían por poco al demócrata John Kerry por un margen de 42% a 38% sobre el republicano George W. Bush. En las elecciones presidenciales estadounidenses de 2008, la Encuesta Nacional Asiático-Estadounidense encontró que los japoneses estadounidenses favorecían al demócrata Barack Obama por un margen de 62% a 16% sobre el republicano John McCain, mientras que el 22% aún estaban indecisos. En las elecciones presidenciales de 2012, la mayoría de los estadounidenses de origen japonés (70%) votaron por Barack Obama. En las elecciones presidenciales de 2016, la mayoría de los estadounidenses de origen japonés (74%) votaron por Hillary Clinton. En las encuestas preelectorales para las elecciones presidenciales de 2020, entre el 61% y el 72% de los estadounidenses de origen japonés planeaban votar por Joe Biden.

## Genética

### Riesgo de enfermedades hereditarias
Los estudios han investigado los factores de riesgo que son más propensos a los estadounidenses de origen japonés, específicamente en cientos de generaciones familiares de Nisei (la generación de personas nacidas en América del Norte, América Latina, Hawái o cualquier país fuera de Japón, ya sea de al menos un Issei o un padre japonés no inmigrante) pro-bandas de segunda generación (una persona que sirve como punto de partida para el estudio genético de una familia, utilizado en medicina y psiquiatría). Los factores de riesgo de enfermedades genéticas en los estadounidenses de origen japonés incluyen la enfermedad coronaria y la diabetes. Un estudio, llamado Estudio de la Diabetes de la Comunidad Japonesa Estadounidense que comenzó en 1994 y se extendió hasta 2003, involucró a las bandas pro que participaron para probar si el mayor riesgo de diabetes entre los japoneses estadounidenses se debe a los efectos de los japoneses estadounidenses que tienen un estilo de vida más occidentalizado. debido a las muchas diferencias entre los Estados Unidos de América y Japón. Uno de los principales objetivos del estudio fue crear un archivo de muestras de ADN que pudiera usarse para identificar qué enfermedades son más susceptibles en los estadounidenses de origen japonés.
La preocupación con estos estudios sobre los riesgos de enfermedades hereditarias en los estadounidenses de origen japonés es que la información perteneciente a la relación genética puede no ser coherente con la información de la familia biológica informada de las pro-bandas de Nisei de segunda generación. Además, se han realizado investigaciones sobre los genotipos de la apolipoproteína E; este polimorfismo tiene tres alelos (* e2, * e3 y * e4) y se determinó a partir de una investigación debido a su asociación conocida con un aumento de los niveles de colesterol y el riesgo de enfermedad coronaria en los estadounidenses de origen japonés. Específicamente también, el alelo de la apolipoproteína * e4 también está relacionado con la enfermedad de Alzheimer. Además, hay un aumento de la enfermedad coronaria en los hombres japoneses-estadounidenses con una mutación en el gen de la proteína de transferencia del éster de colesterol a pesar de tener niveles elevados de HDL. Por definición, las HDL son lipoproteínas plasmáticas de alta densidad que muestran una relación genética con la enfermedad coronaria (CHD). La proteína de transferencia de ésteres de colesterol (CETP) ayuda a transferir los ésteres de colesterol de las lipoproteínas a otras lipoproteínas en el cuerpo humano. Desempeña un papel fundamental en el transporte inverso del colesterol al hígado, por lo que una mutación en este puede conducir a una enfermedad coronaria.
Los estudios han demostrado que la CETP está relacionada con un aumento de los niveles de HDL. Existe un patrón muy común de dos mutaciones genéticas de la proteína de transferencia de ésteres de colesterol diferentes (D442G, 5,1%; intrón 14G: A, 0,5%) que se encuentran en aproximadamente 3.469 hombres japoneses estadounidenses. Esto se basó en un programa llamado Honolulu Heart Program. Las mutaciones se correlacionaron con niveles reducidos de CETP (-35%) y niveles aumentados de colesterol HDL (+ 10% para D442G). El riesgo relativo de cardiopatía coronaria fue de 1,43 en hombres con mutaciones (P <0,05), y después de que la investigación encontrara factores de riesgo de cardiopatía coronaria, el riesgo relativo subió a 1,55 (p = 0,02); después de nuevos ajustes para los niveles de HDL, el riesgo relativo volvió a subir a 1,68 (P = 0,008). La deficiencia genética de CETP es un factor de riesgo independiente de enfermedad coronaria, que se debe principalmente al aumento del riesgo de cardiopatía coronaria en hombres estadounidenses de origen japonés con la mutación D442G y niveles de colesterol de lipoproteínas entre 41 y 60 mg / dl. Con investigaciones e investigaciones, la posibilidad de encontrar "genes malos" denuncia a los japoneses estadounidenses y se asociará solo con la ascendencia japonesa estadounidense, lo que llevará a otros problemas con los que los japoneses estadounidenses tuvieron que lidiar en el pasado, como la discriminación y los prejuicios.

## Japoneses-estadounidenses por estado

### California
A principios de la década de 1900, los estadounidenses de origen japonés establecieron comunidades pesqueras en Terminal Island y en San Diego. En 1923, dos mil pescadores japoneses salían del puerto de Los Ángeles. En la década de 1930, se aprobó una legislación que intentó limitar a los pescadores japoneses. Aun así, áreas como Japantown de San Francisco lograron prosperar.
Debido al internamiento de los japoneses estadounidenses durante la Segunda Guerra Mundial, históricamente las áreas japonesas se deterioraron o fueron adoptadas por otros grupos minoritarios (en el caso de las poblaciones negras y latinas en Little Tokyo). Los barcos propiedad de japoneses estadounidenses fueron confiscados por la Marina de los Estados Unidos. Uno de los buques propiedad de un japonés estadounidense, el Alert, construido en 1930, convirtió en YP-264 en diciembre de 1941, y finalmente fue eliminado del Registro de Buques Navales en 2014. Cuando los estadounidenses de origen japonés regresaron del internamiento, muchos se establecieron en vecindarios donde establecieron sus propios centros comunitarios para sentirse aceptados. Hoy en día, muchos han sido renombrados como centros culturales y se centran en compartir la cultura japonesa con los miembros de la comunidad local, especialmente en el patrocinio de los festivales de Obon.
La ciudad de Torrance en el Gran Los Ángeles tiene sedes de fabricantes de automóviles japoneses y oficinas de otras empresas japonesas. Debido a la abundancia de restaurantes japoneses y otras ofertas culturales en la ciudad, Willy Blackmore de LA Weekly escribió que Torrance era "esencialmente la 48ª prefectura de Japón".

### Connecticut
La Escuela Japonesa de Nueva York está ubicada en Greenwich, Connecticut en la Gran Ciudad de Nueva York, anteriormente había estado ubicado en la ciudad de Nueva York.

### Georgia
La Escuela Internacional Seigakuin Atlanta está ubicada en Peachtree Corners en el área metropolitana de Atlanta.

### Illinois
A partir de 2011 hay una comunidad japonesa en Arlington Heights, cerca de Chicago. Jay Shimotake, presidente del Mid America Japanese Club, una organización ubicada en Arlington Heights, dijo que "Arlington Heights es un lugar muy conveniente y los japoneses en el entorno empresarial saben que es un lugar agradable en los alrededores del aeropuerto O'Hare ". La escuela japonesa Chicago Futabakai está ubicada en Arlington Heights. El Mitsuwa Marketplace, un centro comercial propiedad de japoneses, abrió alrededor de 1981. Muchas empresas japonesas tienen su sede en los Estados Unidos en las cercanías de Hoffman Estates y Schaumburg.

### Massachusetts
Hay una escuela japonesa de idiomas en Medford. La mayoría de los estadounidenses de origen japonés en el estado viven en el área metropolitana de Boston.

### Míchigan
En abril de 2013, la población nacional japonesa más grande en Míchigan se encuentra en Novi, con 2.666 residentes japoneses, y las siguientes poblaciones más grandes se encuentran respectivamente en Ann Arbor, West Bloomfield Township, Farmington Hills y Battle Creek. El estado tiene 481 instalaciones de empleo japonesas que proporcionan 35,554 puestos de trabajo locales. 391 de ellos están en el sureste de Míchigan, proporcionando 20,816 puestos de trabajo, y los 90 en otras regiones del estado proporcionan 14,738 puestos de trabajo. La Encuesta sobre Inversión Directa Japonesa del Consulado General de Japón en Detroit indicó que más de 2.208 residentes japoneses estaban empleados en el estado de Míchigan al 1 de octubre de 2012 que en 2011.

### New Jersey
En marzo de 2011, unos 2.500 estadounidenses de origen japonés viven en Edgewater y Fort Lee; esta es la mayor concentración de estadounidenses de origen japonés en el estado. La escuela japonesa de Nueva Jersey se encuentra en Oakland. Paramus Catholic High School alberga una escuela japonesa de fin de semana, y Englewood Cliffs tiene una escuela japonesa. Otras poblaciones estadounidenses de origen japonés más pequeñas también se encuentran en el resto del condado de Bergen y otras partes del estado. Mitsuwa Marketplace tiene una ubicación en Edgewater que también alberga un mini complejo comercial.

### Virginia
Hay alrededor de 5.500 estadounidenses de origen japonés en el norte de Virginia, que representan a la mayoría de los estadounidenses de origen japonés en el estado y el área metropolitana de varios estados de Baltimore-Washington. Se puede encontrar un número pequeño, pero relativamente alto, de japoneses-estadounidenses en las áreas que rodean la Universidad de Virginia y Virginia Tech.

## Barrios y comunidades

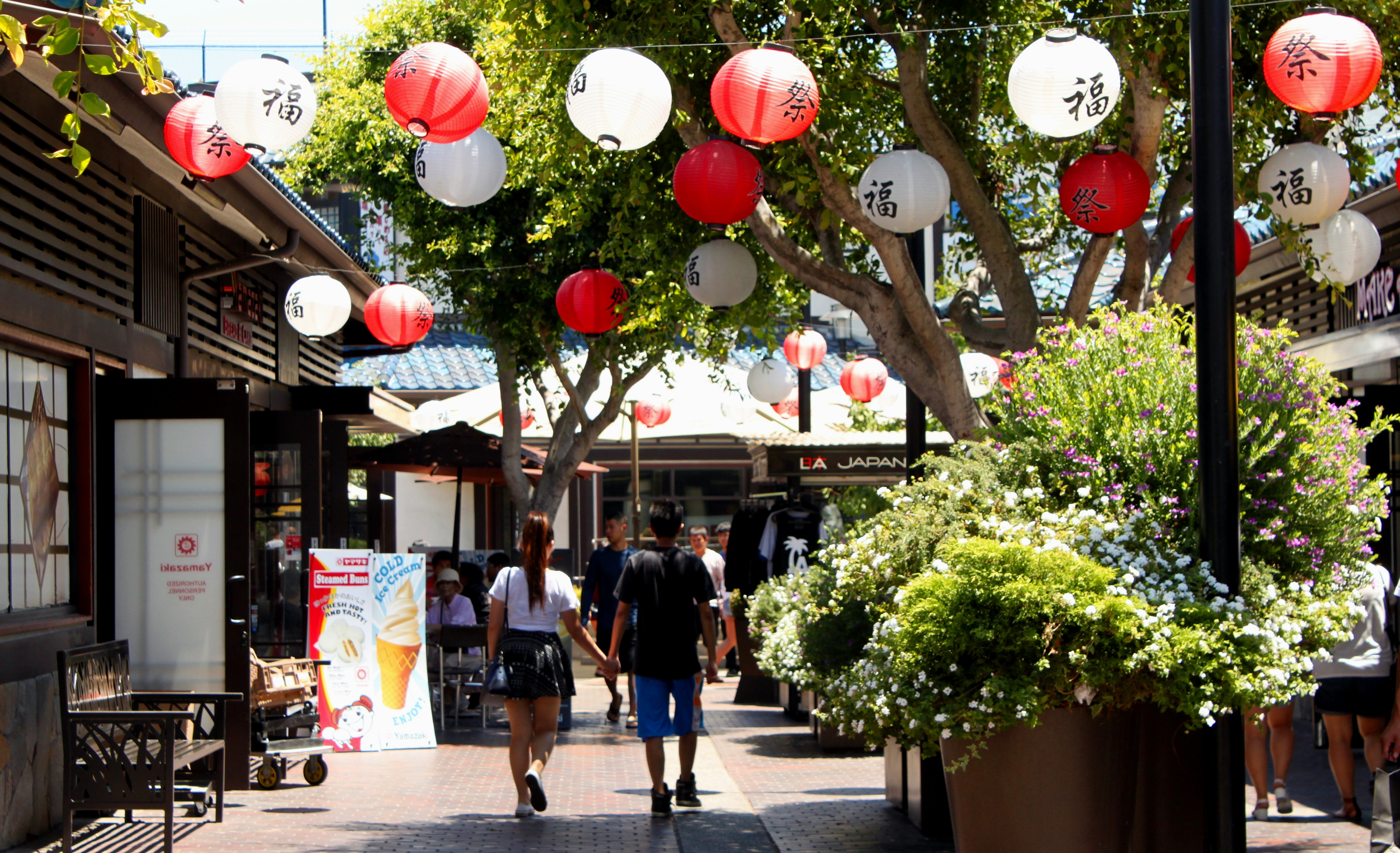
Little Tokyo Village en el pequeño Tokio de Los Ángeles

### Oeste
- Hawái
  - Honolulu.
- California:
  - Gran Los Ángeles:
    - Anaheim y el condado de Orange.[44]
    - Cerritos, Hawaiian Gardens y ciudades adyacentes.
    - Fontana en el Inland Empire.
    - Fullerton en el condado de Orange.
    - Gardena en el área de South Bay de Los Ángeles.
    - Lomita en el área de Los Ángeles.
    - Long Beach, California: presencia histórica de la pesca japonesa en Terminal Island.
    - Los Ángeles, especialmente el área de Little Tokyo.
    - Palm Desert, los japoneses también desarrollaron las industrias agrícolas durante todo el año en el Valle de Coachella y el Valle Imperial.
    - Pasadena en el Valle de San Gabriel de Los Ángeles.
    - Santa Mónica.
    - Sawtelle, California, en el oeste de Los Ángeles.
    - Torrance en el área de South Bay de Los Ángeles, la comunidad japonesa más grande de América del Norte y la segunda comunidad japonesa más grande de los EE[45]
    - Venecia, Los Ángeles: pesquerías históricamente japonesas en Marina Del Rey.

  - Área de San Diego:
    - University City.
    - Chula Vista.
    - Centro comunitario japonés en Vista en el norte del condado, uno de los dos de su tipo en el sur de California.

  - Región del Valle Central, California:
    - Condado de Bakersfield/Kern.
    - Condado de Butte.
    - Fresno, el 5% de los residentes del condado tienen ascendencia japonesa.
    - Livingston, California en el condado de Merced.
    - Merced.
    - Stockton.
    - Condado de Sutter. Miyako Mall en el barrio japonés de San FranciscCondado de Yuba.

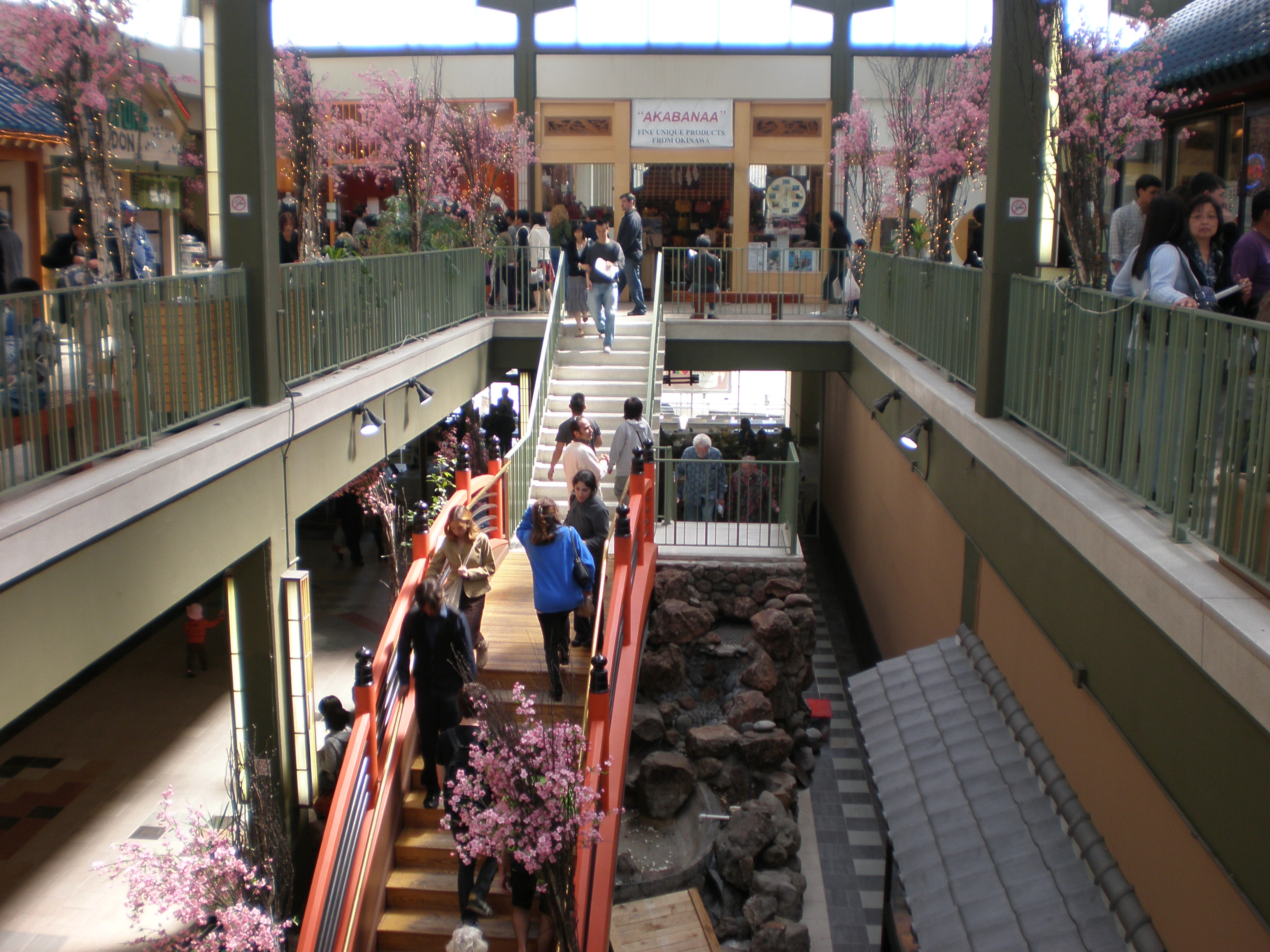
Miyako Mall en el barrio japonés de San Francisc

- - Área de la Bahía de San Francisco, la principal concentración de Nisei y Sansei en el siglo XX:
    - Condado de Alameda, poblaciones históricas y concentradas en las ciudades de Alameda, Berkeley, Fremont, Oakland y Hayward.
    - Condado de Contra Costa, concentrado en Walnut Creek.
    - Condado de San Mateo, especialmente Daly City y Pacifica.
    - San José, tiene uno de los tres pueblos japoneses reconocidos oficialmente que quedan en América del Norte.
    - Condado de Santa Clara, concentrado en Cupertino, Palo Alto, Santa Clara y Sunnyvale.
    - San Francisco, sobre todo en el distrito de Japantown.[46]
    - Condado de Santa Cruz.

  - Condado de Monterey, especialmente Salinas, California.
  - Sacramento y algunos vecindarios de Elk Grove, Florin y Walnut Grove.

- Pueblo de Uwajimaya en SeattleEstado de Washington:
  - Área de Seattle.
  - Bellevue.
  - Redmond.
  - Tacoma.

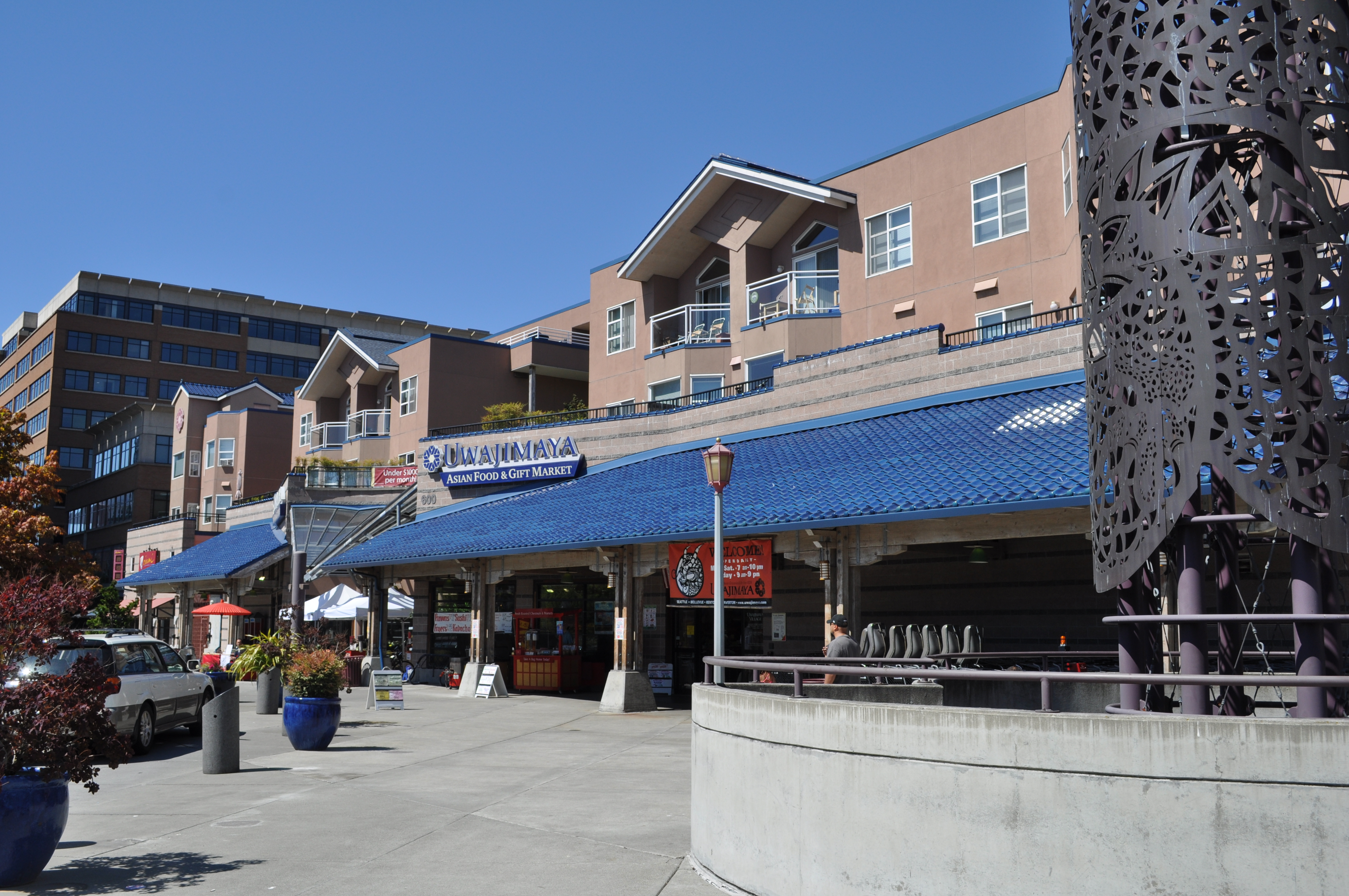
Pueblo de Uwajimaya en Seattle

- La región de Puget Sound (Islas San Juan) tiene pesquerías japonesas durante más de un siglo.
- Valle Skagit de Washington.
- Valle de Yakima, Washington.
- Valle de Chehalis de Washington.
- Oregón:
  - Ontario.
  - Portland y sus alrededores.
  - Valles del sur de Oregón.
  - Valle de Willamette.
- Idaho:
  - Área de Boise.
  - Caldwell.
  - Meridiano.
  - Nampa.
- Arizona:
  - Área de Phoenix, en particular una sección de Grand Avenue en el noroeste de Phoenix y Maryvale.
  - Área de Las Vegas, con una referencia de agricultores japoneses en Bonzai Slough, Arizona, cerca de Needles, California.
  - El sur de Arizona, parte del "área de exclusión" para el internamiento japonés durante la Segunda Guerra Mundial junto con los estados de la costa del Pacífico.
  - Condado de Yuma/Valle del río Colorado.
- Nuevo México:
  - Gallup, Nuevo México, en la Segunda Guerra Mundial la ciudad luchó para evitar el internamiento de sus 800 residentes japoneses.
- Colorado:
  - Denver, tenga en cuenta Sakura Square.
  - Greeley.
  - Pueblo.
- Utah:
  - Salt Lake City.

### Fuera del Oeste
En el sur, medio oeste y noreste de los Estados Unidos, el área metropolitana de Nueva York tiene el mayor número de estadounidenses de origen japonés, seguida por el área metropolitana de Washington.
- Arlington, Virginia y Alexandria, Virginia (la región del norte de Virginia).
- Condado de Bergen, Nueva Jersey.
- Condado de Boone, Kentucky.
- Boston, Massachusetts.
- Cambridge, Massachusetts.
- Chicago, Illinois y suburbios:
  - Arlington Heights.
  - Buffalo Grove.
  - Elk Grove Heights y la cercana Elk Grove Village.
  - Evanston.
  - Condado de Kane.
  - Naperville.
  - Schaumburg.
  - Skokie.
  - Wilmette.
- Columbus, Ohio.
- Fayetteville, Carolina del Norte, cerca del Triángulo de Investigación.
- Grand Prairie, Texas (el área de Dallas-Fort Worth Metroplex).
- Japan, Carolina del Norte : antigua ciudad arrasada por la construcción de una presa.
- Área metropolitana de Kansas City.
- Ciudad de Nueva York, Nueva York, según la Embajada de Japón en los Estados Unidos, más de 100,000 personas de ascendencia japonesa viven en el área metropolitana de Nueva York, incluyendo South Shore (Long Island) y Hudson Valley; Condado de Fairfield, Connecticut y norte de Nueva Jersey.
- El norte de Indiana tiene una pequeña pero evidente comunidad japonesa.
- Novi, Míchigan en las afueras de Detroit.
- Filadelfia, Pensilvania, con los suburbios del condado de Chester.
- Salem, Nueva Jersey y Cherry Hill, Nueva Jersey (ver Delaware Valley).
- Seabrook Farms, Nueva Jersey.[48]
- Sur de Texas: el Valle del Río Grande tenía una gran cantidad de agricultores japoneses.
- Washington D. C. y suburbios de Maryland y el norte de Virginia.
- Colonia Yamato, Florida en el sur de Florida.

### Política

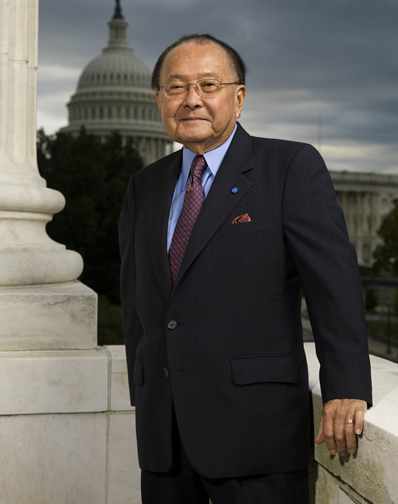
El senador Inouye de Hawái fue nombrado presidento pro tempore del Senado de los Estados Unidos en 2010, convirtiéndose en el estadounidense de origen asiático de mayor rango en la historia del Congreso de los Estados Unidos.

Después de que el Territorio de Hawái tuviera condición de estado en 1959, la habilitación política americana japonesa dio un paso adelante con la elección de Daniel K. Inouye al Congreso. Spark Matsunaga fue elegida miembro de la Cámara de Representantes de los Estados Unidos en 1963, y en 1965, Patsy Mink se convirtió en la primera mujer asiáticoamericana elegida para el Congreso de los Estados Unidos. El éxito de Inouye, Matsunaga y Mink llevó a la aceptación gradual del liderazgo japonés-estadounidense en el escenario nacional, que culminó con los nombramientos de Eric Shinseki y Norman Y. Mineta, el primer jefe de personal militar estadounidense de origen japonés y secretario del gabinete federal, respectivamente.
Los miembros estadounidenses de origen japonés de la Cámara de Representantes de los Estados Unidos han incluido a Daniel K. Inouye, Spark Matsunaga, Patsy Mink, Norman Mineta, Bob Matsui, Pat Saiki, Mike Honda, Doris Matsui, Mazie Hirono, Mark Takano y Mark Takai.
Los miembros estadounidenses de origen japonés del Senado de los Estados Unidos han incluido a Daniel K. Inouye, Samuel I. Hayakawa, Spark Matsunaga y Mazie Hirono. En 2010, Inouye prestó juramento como presidente pro tempore, lo que lo convirtió en el político asiático-estadounidense de mayor rango en la historia de Estados Unidos hasta ese momento.
George Ariyoshi se desempeñó como gobernador de Hawái de 1974 a 1986. Fue el primer estadounidense de ascendencia asiática en ser elegido gobernador de un estado de los Estados Unidos. David Ige es el actual gobernador de Hawái y se ha desempeñado en esa oficina desde 2014.
Kinjiro Matsudaira fue elegido alcalde de Edmonston, Maryland en 1927 y 1943. En 1957, el japonés estadounidense James Kanno fue elegido como el primer alcalde de Fountain Valley de California. Norm Mineta se convirtió en alcalde de San José, California en 1971. En 1980, Eunice Sato se convirtió en la primera alcaldesa asiático-estadounidense de una importante ciudad estadounidense cuando fue elegida alcaldesa de Long Beach, California.

### Ciencia y Tecnología

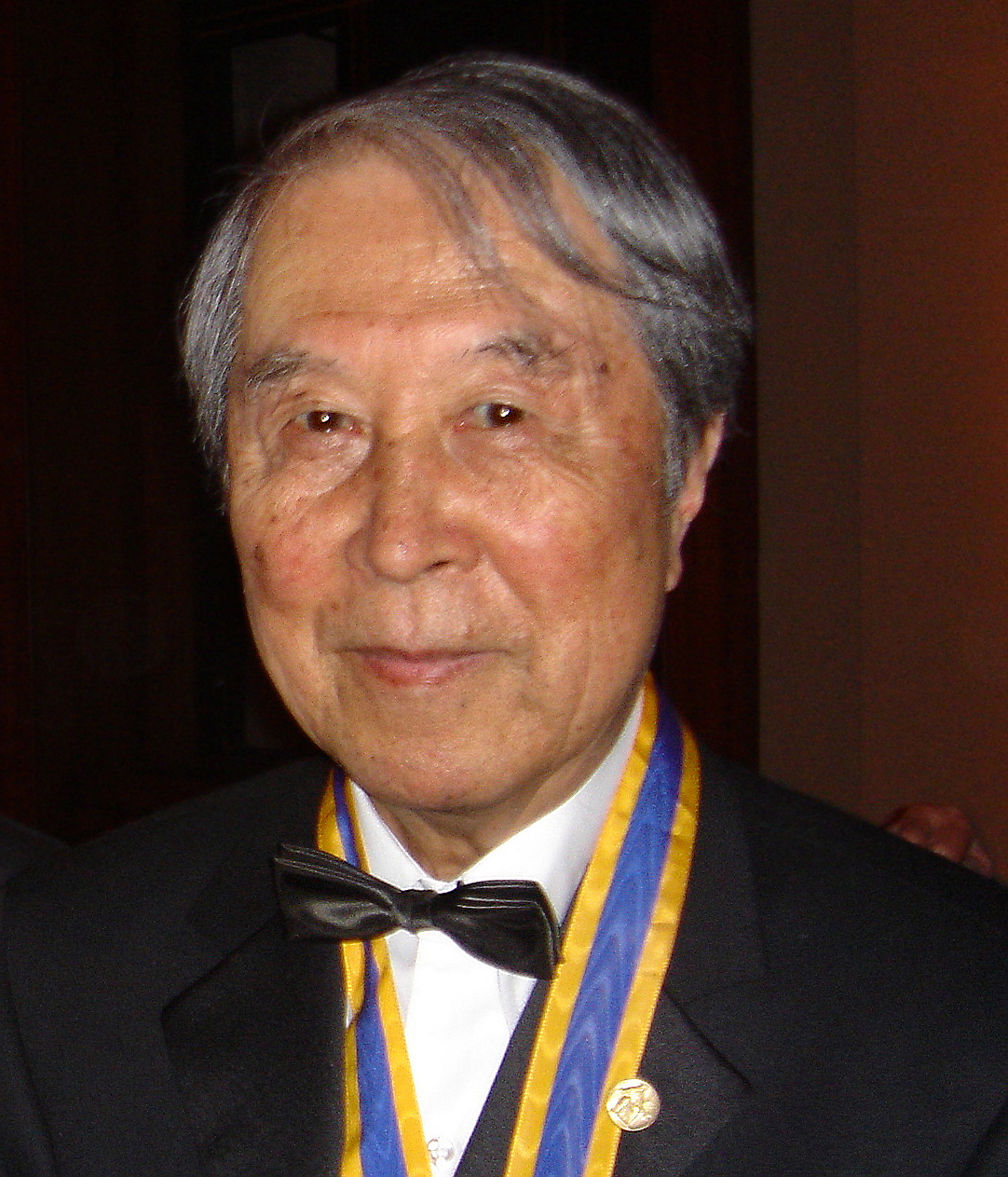
Yoichiro Nambu, premio Nobel de Física de 2008

Muchos estadounidenses de origen japonés también han ganado prominencia en la ciencia y la tecnología. En 1979, el bioquímico Harvey Itano se convirtió en el primer japonés estadounidense elegido para la Academia Nacional de Ciencias de los Estados Unidos.
Charles J. Pedersen ganó el Premio Nobel de Química en 1987 por sus métodos para sintetizar éteres corona. Yoichiro Nambu ganó el Premio Nobel de Física en 2008 por su trabajo sobre cromodinámica cuántica y ruptura espontánea de simetría. Shuji Nakamura ganó el Premio Nobel de Física 2014 por la invención de diodos emisores de luz azul eficientes.
Michio Kaku es un físico teórico especializado en teoría de campos de cuerdas y un conocido divulgador de la ciencia. Ellison Onizuka se convirtió en el primer astronauta asiático-estadounidense y era el especialista en misiones a bordo del Challenger en el momento de su explosión. El inmunólogo Santa J. Ono se convirtió en el primer presidente estadounidense de origen japonés de una importante universidad de investigación, la Universidad de Cincinnati y, posteriormente, la Universidad de Columbia Británica.
Bell M. Shimada fue un destacado científico pesquero de la década de 1950, que dio nombre al barco de investigación de la Administración Nacional Oceánica y Atmosférica NOAAS <i id="mwA3c">Bell M. Shimada</i> (R 227) y al monte submarino Shimada en el Océano Pacífico.
En 2018, Lauren Kiyomi Williams se convirtió en la segunda matemática titular del departamento de matemáticas de Harvard.

### Arte y literatura

#### Arte y arquitectura
La artista Sueo Serisawa ayudó a establecer el estilo de pintura impresionista de California. El arte Fluxus y el arte escénico de Yoko Ono se han exhibido internacionalmente. Otros artistas japoneses estadounidenses influyentes incluyen a Chiura Obata, Isamu Noguchi, Kenjiro Nomura, George Tsutakawa, George Nakashima, Hideo Noda y Ruth Asawa.
El arquitecto Minoru Yamasaki diseñó el World Trade Center original (terminado en 1973) y varios otros proyectos a gran escala. Gyo Obata diseñó el Museo Nacional del Aire y el Espacio en Washington D. C. (terminado en 1976) y el pabellón del Museo Nacional Japonés Americano en Los Ángeles (terminado en 1992).

#### Literatura

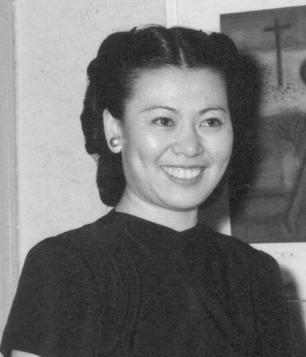
Miné Okubo, ganador del premio American Book Award de 1984

Los ganadores estadounidenses de origen japonés del American Book Award incluyen a Milton Murayama (1980), Ronald Phillip Tanaka (1982), Miné Okubo (1984), Keiho Soga (1985), Taisanboku Mori (1985), Sojin Takei (1985), Muin Ozaki (1985). ), Toshio Mori (1986), William Minoru Hohri (1989), Sesshu Foster (1990 y 2010), Karen Tei Yamashita (1991 y 2011), Sheila Hamanaka (1992), Lawson Fusao Inada (1994), Ronald Takaki (1994), Kimiko Hahn (1996), Lois-Ann Yamanaka (2000), Ruth Ozeki (2004), Hiroshi Kashiwagi (2005), Yuko Taniguchi (2008) y Frank Abe (2019). Hisaye Yamamoto recibió un American Book Award for Lifetime Achievement en 1986.
Taro Yashima won the Children's Book Award in 1955 for his Crow Boy. Cynthia Kadohata won the Newbery Medal in 2005 and National Book Award for Young People's Literature in 2013.
Michi Weglyn y Ronald Takaki recibieron el premio Anisfield-Wolf Book Award en los años de 1977 y 1994 respectivamente.
Dale Furutani ganó el Premio Anthony y el Premio Macavity en el año 1997.
Poeta laureada de San Francisco (entre 2000 y 2002), Janice Mirikitani publicó tres volúmenes de poemas. Lawson Fusao Inada fue nombrado poeta laureado del estado de Oregón (2006-2010).
El trabajo de Tomie Arai es parte de la colección permanente del Museo de Arte Moderno, la Biblioteca del Congreso y el Museo de China en las Américas.
Michiko Kakutani es una crítica literaria estadounidense ganadora del Premio Pulitzer y excrítica principal de The New York Times (entre 1983 y 2017).
Karen Tei Yamashita fue nombrada ganadora de la Medalla del Premio Nacional del Libro por Contribución Distinguida a las Letras Estadounidenses en el año 2021.

### Música

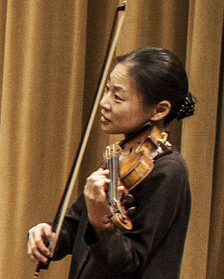
Midori Goto en 2013

La violinista clásica Midori Gotō recibió el prestigioso Premio Avery Fisher (2001), mientras que la violinista de renombre mundial Anne Akiko Meyers recibió una beca profesional Avery Fisher en 1993. El violinista clásico nominado al Premio Juno Hidetaro Suzuki fue el concertino de la Orquesta Sinfónica de Indianápolis desde 1978 hasta 2005. La cantante y compositora ganadora del premio Grammy, Yoko Ono, lanzó 14 álbumes de estudio y fue nombrada la undécima artista de club de baile más exitosa de todos los tiempos por la revista Billboard.
Otros músicos estadounidenses de origen japonés notables incluyen a la cantante, actriz y estrella de Broadway Pat Suzuki; el rapero Mike Shinoda de Linkin Park y Fort Minor; el rapero Kikuo Nishi, también conocido como "KeyKool" de The Visionaries; Hiro Yamamoto, bajista original de Soundgarden; el ukelelista Jake Shimabukuro; el guitarrista James Iha de The Smashing Pumpkins; la cantautora Rachael Yamagata; la cantautora bilingüe Emi Meyer; y el vocalista principal y guitarrista rítmico de Trivium, Matt Heafy. Marc Okubo, guitarrista de Veil of Maya, es de ascendencia japonesa.
La cantautora y compositora Mari Iijima es una expatriada japonesa que actualmente vive en Estados Unidos. Los cantantes de J-Pop Hikaru Utada y Joe Inoue nacieron en los Estados Unidos pero ganaron fama en Japón.

### Deportes

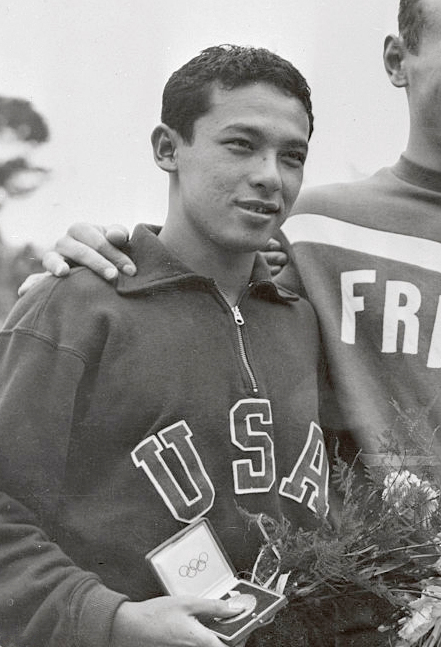
1952 medallista de oro Ford Konno

Los estadounidenses de origen japonés tuvieron su primer impacto en los deportes olímpicos a finales de la década de 1940 y durante la década de 1950. Harold Sakata ganó una medalla de plata en levantamiento de pesas en los Juegos Olímpicos de 1948, mientras que los estadounidenses de origen japonés Tommy Kono (levantamiento de pesas), Yoshinobu Oyakawa (100 metros de espalda) y Ford Konno (1500 metros de estilo libre) ganaron oro y establecieron récords olímpicos en los Juegos Olímpicos de 1952. También en los Juegos Olímpicos de 1952, Evelyn Kawamoto ganó dos medallas de bronce en natación. Konno ganó otra medalla de oro y plata en natación en los mismos Juegos Olímpicos y agregó una medalla de plata en 1956, mientras que Kono estableció otro récord olímpico de levantamiento de pesas en 1956.
Varias décadas después, Eric Sato ganó medallas de oro (1988) y bronce (1992) en voleibol, mientras que su hermana Liane Sato ganó el bronce en el mismo deporte en 1992. Bryan Clay (su madre es de Japón) ganó la medalla de oro en decatlón en los Juegos Olímpicos de 2008, la medalla de plata en los Juegos Olímpicos de 2004 y fue campeón mundial de este deporte en 2005. Apolo Anton Ohno (su padre es de Japón) ganó ocho medallas olímpicas en patinaje de velocidad en pista corta (dos de oro) en 2002, 2006 y 2010, así como un campeonato mundial. Los hermanos Kawika y Erik Shoji ganaron medallas de bronce en voleibol en 2016. Michael Norman (madre de Japón) fue miembro del relevo de 4 × 400 metros ganador de la medalla de oro en los Juegos Olímpicos de Tokio 2020.
En patinaje artístico, Kristi Yamaguchi, una estadounidense de origen japonés de cuarta generación, ganó tres títulos de campeonatos nacionales (uno en individuales, dos en parejas), dos títulos mundiales y la medalla de oro olímpica de 1992 en patinaje artístico individual. Rena Inoue, una inmigrante japonesa en los Estados Unidos que luego se convirtió en ciudadana estadounidense, compitió en los Juegos Olímpicos de 2006 en patinaje por parejas para los Estados Unidos. Kyoko Ina, quien nació en Japón, pero se crio en los Estados Unidos, compitió por los Estados Unidos en individuales y parejas, y fue campeona nacional múltiple y atleta olímpica con dos parejas diferentes. La dos veces atleta olímpica Mirai Nagasu ganó el Campeonato de Patinaje Artístico de los Estados Unidos de 2008 a la edad de 14 años, convirtiéndose en la segunda mujer más joven en ganar ese título. Alex y Maia Shibutani son dos veces campeones nacionales de danza sobre hielo y medallistas olímpicos de bronce en 2018.
En carreras de distancia, Miki (Michiko) Gorman ganó en dos ocasiones los maratones de Boston y Nueva York en la década de 1970. Ex poseedora del récord estadounidense en la distancia, es la única mujer en ganar ambas carreras dos veces y es una de las dos únicas mujeres en ganar ambas maratones en el mismo año.
En los deportes profesionales, Wataru Misaka, nacido en Nisei, entró en la lista de los New York Knicks en 1947 como la primera persona de color en jugar en el baloncesto profesional moderno, solo unos meses después de que Jackie Robinson rompiera la barrera del color en la Major League Baseball para los Brooklyn Dodgers. Misaka jugó baloncesto universitario para los Utes de Utah y llevó al equipo a ganar los campeonatos NCAA de 1944 y NIT de 1947. Hizo una pausa de dos años entre estos títulos para servir en el Ejército de los Estados Unidos en la ocupación estadounidense de Japón.
Wally Kaname Yonamine fue corredor profesional de los San Francisco 49ers en 1947. Lenn Sakata, nacido en Hawái, jugó en la MLB de 1977 a 1987. Rex Walters, de madre japonesa, jugó en la NBA desde 1993 hasta 2000. Lindsey Yamasaki fue la primera estadounidense de origen asiático en jugar en la WNBA y terminó su carrera en la NCAA con la tercera mayor cantidad de triples en su carrera en la Universidad de Stanford.
Hikaru Nakamura se convirtió en el estadounidense más joven en ganar los títulos de Maestro Nacional (10 años) y Gran Maestro Internacional (15 años) en ajedrez. En 2004, a la edad de 16 años, ganó el Campeonato de Ajedrez de Estados Unidos por primera vez. Más tarde ganó otras cuatro veces.
Collin Morikawa ganó el Campeonato PGA 2020 de golf y el Campeonato Abierto 2021.
Naomi Osaka, que tenía la ciudadanía estadounidense hasta que renunció a ella en 2019, fue la principal portadora de la antorcha de los Juegos Olímpicos de 2020 en Tokio. Osaka reside en los Estados Unidos.

### Entretenimiento y medios

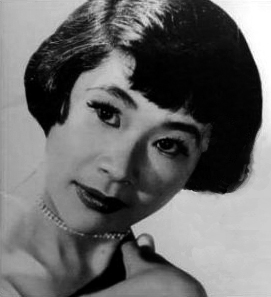
Miyoshi Umeki, ganadora del Premio de la Academia en 1957

Miyoshi Umeki ganó el Premio de la Academia a la Mejor Actriz de Reparto en 1957. Los actores Sessue Hayakawa, Mako Iwamatsu y Pat Morita fueron nominados a los Premios de la Academia en 1957, 1966 y 1984 respectivamente.
Steven Okazaki ganó el Premio de la Academia de 1990 al Mejor Documental (Tema Corto) por su película Days of Waiting: The Life & Art of Estelle Ishigo. Chris Tashima ganó el Premio de la Academia de 1997 al Mejor Cortometraje de Acción en Vivo. Audrey Marrs ganó el Premio de la Academia 2010 a la Mejor Película Documental. Kazu Hiro ganó el Premio de la Academia al Mejor Maquillaje y Peinado en 2018 y 2020, ganando el segundo premio como ciudadano estadounidense.
Jack Soo, nacido Goro Suzuki, (Día de San Valentín y Barney Miller), George Takei (famoso de Star Trek) y Pat Morita (Días felices y El niño del karate) ayudaron a ser pioneros en los papeles de actuación para los estadounidenses de origen asiático mientras desempeñaban papeles secundarios en la pantalla chica durante el 1960 y 1970. En 1976, Morita también protagonizó Mr. T and Tina, la primera comedia de situación estadounidense centrada en una persona de ascendencia asiática. Keiko Yoshida apareció en el programa de televisión ZOOM de 1999-2005 en PBS Kids. Gregg Araki (director de películas independientes) también es japonés-estadounidense.
Daisuke Tsuji interpretó al Príncipe Heredero en la serie original de Amazon The Man in the High Castle y como la voz y captura de movimiento del protagonista principal Jin Sakai en el videojuego de 2020 Ghost of Tsushima.
Los estadounidenses de origen japonés presentan ahora noticieros de televisión en mercados de todo el país. Los presentadores notables incluyen a Tritia Toyota, Adele Arakawa, David Ono, Kent Ninomiya, Lori Matsukawa y Rob Fukuzaki.

## Obras sobre nipo-estadounidenses
- En 2010, TBS produjo una miniserie ficticia en japonés de diez horas y cinco partes, Japanese Americans. Esto presentó muchos de los principales eventos y temas de la experiencia de Issei y Nisei, incluida la emigración, el racismo, las novias de imagen, la agricultura, la presión debido a las guerras de China y el Pacífico, el internamiento, un personaje clave que sirve en el 442 y la redefinición en curso en la identidad de lo que significa ser japonés y estadounidense.[62]